# Olympische Sommerspiele 1952/Teilnehmer (Sowjetunion)
| Gelbes Symbol für Goldmedaillen mit stilisierten Olympischen Ringen | Graues Symbol für Silbermedaillen mit stilisierten Olympischen Ringen | Braundes Symbol für Bronzemedaillen mit stilisierten Olympischen Ringen |
| ------------------------------------------------------------------- | --------------------------------------------------------------------- | ----------------------------------------------------------------------- |
| 22                                                                  | 30                                                                    | 19                                                                      |

Die Sowjetunion nahm an den Olympischen Sommerspielen 1952 in Helsinki mit einer Delegation von 295 Athleten (255 Männer und 40 Frauen) an 141 Wettkämpfen in 18 Sportarten teil.
Die sowjetischen Sportler gewannen 22 Gold-, 30 Silber- und 19 Bronzemedaillen, womit die Sowjetunion den zweiten Platz im Medaillenspiegel belegte. Erfolgreichster Athlet war der Turner Wiktor Tschukarin, der sechs Medaillen gewann und dabei vierfacher Olympiasieger wurde. Fahnenträger bei der Eröffnungsfeier war der Gewichtheber Jakow Kuzenko.

## Teilnehmer nach Sportarten

### Basketball
- Silber 
Kazys Petkevičius
Juri Oserow
Maigonis Valdmanis
Stanislovas Stonkus
Heino Kruus
Justinas Lagunavičius
Stepas Butautas
Joann Lõssov
Ilmar Kullam
Wiktor Wlassow
Anatoli Konew
Alexander Moissejew
Nodar Dschordschikia
Otar Korkia

### Boxen
- Anatoli Bulakow
Fliegengewicht: Bronze

- Gennadi Garbusow
Bantamgewicht: Bronze

- Juri Sokolow
Federgewicht: in der 1. Runde ausgeschieden

- Alexander Sassuchin
Leichtgewicht: im Achtelfinale ausgeschieden

- Wiktor Mednow
Halbweltergewicht: Silber

- Sergei Schtscherbakow
Weltergewicht: Silber

- Boris Tischin
Halbmittelgewicht: Bronze

- Boris Siltschew
Mittelgewicht: im Achtelfinale ausgeschieden

- Anatoli Perow
Halbschwergewicht: Bronze

- Algirdas Šocikas
Schwergewicht: im Viertelfinale ausgeschieden

### Fechten
Männer
- Mark Midler
Florett: im Viertelfinale ausgeschieden
Florett Mannschaft: in der 1. Runde ausgeschieden
Säbel Mannschaft: in der 1. Runde ausgeschieden

- Julen Uralow
Florett: im Viertelfinale ausgeschieden
Florett Mannschaft: in der 1. Runde ausgeschieden

- Herman Bokun
Florett: im Viertelfinale ausgeschieden
Florett Mannschaft: in der 1. Runde ausgeschieden

- Iwan Komarow
Florett Mannschaft: in der 1. Runde ausgeschieden

- Juozas Udras
Degen: in der 1. Runde ausgeschieden
Degen Mannschaft: in der 1. Runde ausgeschieden

- Lew Saitschuk
Degen: in der 1. Runde ausgeschieden
Degen Mannschaft: in der 1. Runde ausgeschieden

- Juri Deksbach
Degen: in der 1. Runde ausgeschieden
Degen Mannschaft: in der 1. Runde ausgeschieden

- Akaki Meipariani
Degen Mannschaft: in der 1. Runde ausgeschieden

- Genrich Bulgakow
Degen Mannschaft: in der 1. Runde ausgeschieden

- Iwan Manajenko
Säbel: im Halbfinale ausgeschieden
Säbel Mannschaft: in der 1. Runde ausgeschieden

- Lew Kusnezow
Säbel: im Viertelfinale ausgeschieden
Säbel Mannschaft: in der 1. Runde ausgeschieden

- Boris Beljakow
Säbel: im Viertelfinale ausgeschieden
Säbel Mannschaft: in der 1. Runde ausgeschieden

- Wladimir Wyschpolski
Säbel Mannschaft: in der 1. Runde ausgeschieden

Frauen
- Apollinarija Plechanowa
Florett: im Halbfinale ausgeschieden

- Anna Ponomarjowa
Florett: im Viertelfinale ausgeschieden

- Nadeschda Schitikowa
Florett: im Viertelfinale ausgeschieden

### Fußball
- im Achtelfinale ausgeschieden
Anatoli Baschaschkin
Anatoli Iljin
Igor Netto
Wsewolod Bobrow
Konstantin Beskow
Konstantin Kryschewski
Leonid Iwanow
Walentin Nikolajew
Wassili Trofimow
Juri Nyrkow
Alexander Petrow
Alexander Tenjagin
Fridrich Marjutin
Awtandil Ghoghoberidse
Awtandil Tschkuasseli

### Gewichtheben
- Iwan Udodow
Bantamgewicht: Gold

- Rafael Tschimischkjan
Federgewicht: Gold

- Nikolai Saksonow
Federgewicht: Silber

- Jewgeni Lopatin
Leichtgewicht: Silber

- Trofim Lomakin
Halbschwergewicht: Gold

- Arkadi Worobjow
Halbschwergewicht: Bronze

- Grigori Nowak
Mittelschwergewicht: Silber

### Kanu
Männer
- Lew Nikitin
Einer-Kajak 1000 m: 8. Platz

- Iwan Sotnykow
Einer-Kajak 10.000 m: 7. Platz

- Anatoli Troschenkow
Zweier-Kajak 1000 m: im Vorlauf ausgeschieden

- Igor Kusnezow
Zweier-Kajak 1000 m: im Vorlauf ausgeschieden

- Nikolai Tetjorkin
Zweier-Kajak 10.000 m: 10. Platz

- Igor Feoktistow
Zweier-Kajak 10.000 m: 10. Platz

- Wladimir Kotyrew
Einer-Canadier 1000 m: 8. Platz

- Pawel Charin
Einer-Canadier 10.000 m: 10. Platz

- Alexander Krassawin
Zweier-Canadier 1000 m: im Vorlauf ausgeschieden

- Sergei Tschumakow
Zweier-Canadier 1000 m: im Vorlauf ausgeschieden

- Walentin Orischtschenko
Zweier-Canadier 10.000 m: 4. Platz

- Nikolai Perewostschikow
Zweier-Canadier 10.000 m: 4. Platz

Frauen
- Nina Sawina
Einer-Kajak 500 m: Bronze

### Leichtathletik
Männer
- Wladimir Sucharew
100 m: 5. Platz
200 m: im Viertelfinale ausgeschieden
4-mal-100-Meter-Staffel: Silber

- Michail Kasanzew
100 m: im Vorlauf ausgeschieden

- Lewan Sanadse
100 m: im Vorlauf ausgeschieden
200 m: im Viertelfinale ausgeschieden
4-mal-100-Meter-Staffel: Silber

- Ardalion Ignatjew
400 m: im Halbfinale ausgeschieden
4-mal-400-Meter-Staffel: im Vorlauf ausgeschieden

- Juri Litujew
400 m: im Vorlauf ausgeschieden
400 m Hürden: Silber 
4-mal-400-Meter-Staffel: im Vorlauf ausgeschieden

- Edmunds Pīlāgs
400 m: im Vorlauf ausgeschieden
4-mal-400-Meter-Staffel: im Vorlauf ausgeschieden

- Petro Tschewhun
800 m: im Halbfinale ausgeschieden

- Gennadi Modoi
800 m: im Halbfinale ausgeschieden

- Georgi Iwakin
800 m: im Vorlauf ausgeschieden

- Mihail Velsvebel
1500 m: im Halbfinale ausgeschieden

- Mykola Bjelokurow
1500 m: im Halbfinale ausgeschieden

- Nikolai Kutschurin
1500 m: im Vorlauf ausgeschieden

- Alexander Anufrijew
5000 m: 10. Platz
10.000 m: Bronze

- Nikifor Popow
5000 m: im Vorlauf ausgeschieden
10.000 m: 11. Platz

- Iwan Semjonow
5000 m: im Vorlauf ausgeschieden

- Iwan Poschidajew
10.000 m: 9. Platz

- Jakow Moskatschenkow
Marathon: 20. Platz

- Feodossi Wanin
Marathon: 27. Platz

- Grigori Sutschkow
Marathon: 28. Platz

- Jewhen Bulantschyk
110 m Hürden: 4. Platz

- Sergei Popow
110 m Hürden: im Halbfinale ausgeschieden

- Anatoli Julin
400 m Hürden: 4. Platz

- Zimafej Lunjou
400 m Hürden: im Halbfinale ausgeschieden

- Wladimir Kasanzew
3000 m Hindernis: Silber

- Michail Saltykow
3000 m Hindernis: 7. Platz

- Fjodor Marulin
3000 m Hindernis: im Vorlauf ausgeschieden

- Boris Tokarew
4-mal-100-Meter-Staffel: Silber

- Lewan Kaljajew
4-mal-100-Meter-Staffel: Silber

- Gennadi Slepnjow
4-mal-400-Meter-Staffel: im Vorlauf ausgeschieden

- Bruno Junk
20 km Gehen: Bronze

- Iwan Jarmysch
20 km Gehen: 6. Platz

- Pēteris Zeltiņš
20 km Gehen: im Vorlauf ausgeschieden

- Sergei Lobastow
50 km Gehen: 5. Platz

- Wladimir Uchow
50 km Gehen: 6. Platz

- Pawel Kasankow
50 km Gehen: 23. Platz

- Juri Iljassow
Hochsprung: 13. Platz

- Jewhen Wansowytsch
Hochsprung: 28. Platz

- Petro Denyssenko
Stabhochsprung: 4. Platz

- Wolodymyr Braschnyk
Stabhochsprung: 7. Platz

- Wiktor Knjasew
Stabhochsprung: 8. Platz

- Leonid Grigorjew
Weitsprung: 6. Platz

- Nikolai Andrjuschtschenko
Weitsprung: 22. Platz

- Xandadaş Mədətov
Weitsprung: ohne gültigen Versuch

- Leonid Schtscherbakow
Dreisprung: Silber

- Oto Grigalka
Kugelstoßen: 4. Platz
Diskuswurf: 6. Platz

- Georgi Fjodorow
Kugelstoßen: 7. Platz

- Boris Matwejew
Diskuswurf: 10. Platz

- Boris Butenko
Diskuswurf: 11. Platz

- Mykola Redkin
Hammerwurf: 5. Platz

- Heorhij Dybenko
Hammerwurf: 8. Platz

- Michail Krywanossau
Hammerwurf: ohne gültigen Versuch im Finale

- Wiktor Zybulenko
Speerwurf: 4. Platz

- Wladimir Kusnezow
Speerwurf: 6. Platz

- Juri Schtscherbakow
Speerwurf: 13. Platz

- Wladimir Wolkow
Zehnkampf: 4. Platz

- Sergei Kusnezow
Zehnkampf: 10. Platz

- Pjotr Koschewnikow
Zehnkampf: Wettkampf nicht beendet

Frauen
- Nadeschda Chnykina
100 m: im Halbfinale ausgeschieden
200 m: Bronze 
4-mal-100-Meter-Staffel: 4. Platz

- Wera Krepkina
100 m: im Halbfinale ausgeschieden
4-mal-100-Meter-Staffel: 4. Platz

- Irina Turowa
100 m: im Viertelfinale ausgeschieden
4-mal-100-Meter-Staffel: 4. Platz

- Jewgenija Setschenowa
200 m: im Halbfinale ausgeschieden
4-mal-100-Meter-Staffel: 4. Platz

- Flora Kasanzewa
200 m: im Viertelfinale ausgeschieden

- Marija Golubnitschaja
80 m Hürden: Silber

- Elene Gokieli
80 m Hürden: im Halbfinale ausgeschieden

- Anna Alexandrowa
80 m Hürden: im Vorlauf ausgeschieden

- Alexandra Tschudina
Hochsprung: Bronze 
Weitsprung: Silber 
Speerwurf: Silber

- Nina Kossowa
Hochsprung: 7. Platz

- Galina Ganeker
Hochsprung: 11. Platz

- Nina Tjurkina
Weitsprung: 6. Platz

- Walentina Litujewa
Weitsprung: 11. Platz

- Galina Sybina
Kugelstoßen: Gold 
Speerwurf: 4. Platz

- Klawdija Totschonowa
Kugelstoßen: Bronze

- Tamara Tyschkewitsch
Kugelstoßen: 4. Platz

- Nina Ponomarjowa
Diskuswurf: Gold

- Jelisaweta Bagrjanzewa
Diskuswurf: Silber

- Nina Dumbadse
Diskuswurf: Bronze

- Jelena Gortschakowa
Speerwurf: Bronze

### Moderner Fünfkampf
- Igor Nowikow
Einzel: 4. Platz
Mannschaft: 5. Platz

- Pawel Rakitjanski
Einzel: 23. Platz
Mannschaft: 5. Platz

- Alexander Dechajew
Einzel: 28. Platz
Mannschaft: 5. Platz

### Radsport
- Jewgeni Klewzow
Straßenrennen: 40. Platz
Straßenrennen Mannschaftswertung: Rennen nicht beendet

- Anatoli Kolessow
Straßenrennen: Rennen nicht beendet
Straßenrennen Mannschaftswertung: Rennen nicht beendet

- Nikolai Bobarenko
Straßenrennen: Rennen nicht beendet
Straßenrennen Mannschaftswertung: Rennen nicht beendet

- Wladimir Krjutschkow
Straßenrennen: Rennen nicht beendet
Straßenrennen Mannschaftswertung: Rennen nicht beendet

- Otar Dadunaschwili
Bahn Sprint: in der 2. Runde ausgeschieden

- Lew Zipurski
Bahn 1000 m Zeitfahren: 12. Platz

- Wiktor Meschkow
Bahn Mannschaftsverfolgung 4000 m: 14. Platz

- Wassili Fedin
Bahn Mannschaftsverfolgung 4000 m: 14. Platz

- Nikolai Matwejew
Bahn Mannschaftsverfolgung 4000 m: 14. Platz

- Walentin Michailow
Bahn Mannschaftsverfolgung 4000 m: 14. Platz

### Reiten
- Wladimir Raspopow
Dressur: 19. Platz
Dressur Mannschaft: 7. Platz

- Wassili Tichonow
Dressur: 24. Platz
Dressur Mannschaft: 7. Platz

- Nikolai Sitko
Dressur: 25. Platz
Dressur Mannschaft: 7. Platz

- Michail Wlassow
Springreiten: 43. Platz
Springreiten Mannschaft: 14. Platz

- Nikolai Schelenkow
Springreiten: 46. Platz
Springreiten Mannschaft: 14. Platz

- Gawriil Budjonny
Springreiten: 47. Platz
Springreiten Mannschaft: 14. Platz

- Walerian Kuibyschew
Vielseitigkeitsreiten: 10. Platz
Vielseitigkeitsreiten Mannschaft: ausgeschieden

- Juri Andrejew
Vielseitigkeitsreiten: ausgeschieden
Vielseitigkeitsreiten Mannschaft: ausgeschieden

- Boris Lilow
Vielseitigkeitsreiten: ausgeschieden
Vielseitigkeitsreiten Mannschaft: ausgeschieden

### Ringen
- Boris Gurewitsch
Fliegengewicht, griechisch-römisch: Gold

- Artjom Terjan
Bantamgewicht, griechisch-römisch: Bronze

- Jakow Punkin
Federgewicht, griechisch-römisch: Gold

- Schazam Safin
Leichtgewicht, griechisch-römisch: Gold

- Semjon Maruschkin
Weltergewicht, griechisch-römisch: 4. Platz

- Nikolai Below
Mittelgewicht, griechisch-römisch: Bronze

- Schalwa Tschikladse
Halbschwergewicht, griechisch-römisch: Silber

- Johannes Kotkas
Schwergewicht, griechisch-römisch: Gold

- Georgi Sajadow
Fliegengewicht, Freistil: 4. Platz

- Rəşid Məmmədbəyov
Bantamgewicht, Freistil: Silber

- İbrahimpaşa Dadaşov
Federgewicht, Freistil: in der 4. Runde ausgeschieden

- Armenak Jaltyrjan
Leichtgewicht, Freistil: 4. Platz

- Wassyl Rybalko
Weltergewicht, Freistil: in der 2. Runde ausgeschieden

- Dawit Zimakuridse
Mittelgewicht, Freistil: Gold

- August Englas
Halbschwergewicht, Freistil: 4. Platz

- Arsen Mekokischwili
Schwergewicht, Freistil: Gold

### Rudern
- Juri Tjukalow
Einer: Gold

- Georgi Schilin
Doppel-Zweier: Silber

- Igor Jemtschuk
Doppel-Zweier: Silber

- Michail Plaksin
Zweier ohne Steuermann: im 2. Lauf ausgeschieden

- Wassili Bagrezow
Zweier ohne Steuermann: im 2. Lauf ausgeschieden

- Jewgeni Morosow
Zweier mit Steuermann: im Halbfinale ausgeschieden

- Wiktor Schewtschenko
Zweier mit Steuermann: im Halbfinale ausgeschieden

- Michail Prudnikow
Zweier mit Steuermann: im Halbfinale ausgeschieden

- Wladimir Kirsanow
Vierer ohne Steuermann: im Halbfinale ausgeschieden

- Iwan Makarow
Vierer ohne Steuermann: im Halbfinale ausgeschieden

- Juri Rogosow
Vierer ohne Steuermann: im Halbfinale ausgeschieden

- Roman Sacharow
Vierer ohne Steuermann: im Halbfinale ausgeschieden

- Boris Bretschko
Vierer mit Steuermann: im Halbfinale ausgeschieden

- Boris Fjodorow
Vierer mit Steuermann: im Halbfinale ausgeschieden

- Georgi Guschtschenko
Vierer mit Steuermann: im Halbfinale ausgeschieden

- Jewgeni Tretnikow
Vierer mit Steuermann: im Halbfinale ausgeschieden

- Kirill Putyrski
Vierer mit Steuermann: im Halbfinale ausgeschieden

- Jewgeni Brago
Achter mit Steuermann: Silber

- Wladimir Rodimuschkin
Achter mit Steuermann: Silber

- Alexei Komarow
Achter mit Steuermann: Silber

- Igor Borissow
Achter mit Steuermann: Silber

- Slawa Amiragow
Achter mit Steuermann: Silber

- Leonid Gissen
Achter mit Steuermann: Silber

- Jewgeni Samsonow
Achter mit Steuermann: Silber

- Wladimir Krjukow
Achter mit Steuermann: Silber

- Igor Poljakow
Achter mit Steuermann: Silber

### Schießen
- Wassili Frolow
Schnellfeuerpistole 25 m: 8. Platz

- Wassili Nowikow
Schnellfeuerpistole 25 m: 11. Platz

- Konstantin Martasow
Freie Pistole 50 m: 4. Platz

- Lew Wainschtein
Freie Pistole 50 m: 5. Platz
Freies Gewehr Dreistellungskampf 300 m: Bronze

- Anatoli Bogdanow
Freies Gewehr Dreistellungskampf 300 m: Gold

- Boris Andrejew
Kleinkalibergewehr Dreistellungskampf 50 m: Bronze 
Kleinkalibergewehr liegend 50 m: Silber

- Pjotr Awilow
Kleinkalibergewehr Dreistellungskampf 50 m: 5. Platz
Kleinkalibergewehr liegend 50 m: 24. Platz

- Pjotr Nikolajew
Laufender Hirsch 100 m: 7. Platz

- Wladimir Sewrjugin
Laufender Hirsch 100 m: 8. Platz

- Iwan Issajew
Trap: 10. Platz

- Juri Nikandrow
Trap: 15. Platz

### Schwimmen
Männer
- Lew Balandin
100 m Freistil: im Halbfinale ausgeschieden
4-mal-200-Freistil-Staffel: im Vorlauf ausgeschieden

- Endel Edasi
100 m Freistil: im Halbfinale ausgeschieden

- Wladimir Skomarowski
100 m Freistil: im Halbfinale ausgeschieden

- Wiktor Drobinski
400 m Freistil: im Vorlauf ausgeschieden
4-mal-200-Freistil-Staffel: im Vorlauf ausgeschieden

- Anatoli Rasnotschinzew
400 m Freistil: im Vorlauf ausgeschieden

- Endel Press
1500 m Freistil: im Vorlauf ausgeschieden

- Wladimer Lawrinenko
1500 m Freistil: im Vorlauf ausgeschieden

- Wassili Karmanow
4-mal-200-Freistil-Staffel: im Vorlauf ausgeschieden

- Leonid Meschkow
4-mal-200-Freistil-Staffel: im Vorlauf ausgeschieden

- Wiktor Solowjow
100 m Rücken: im Halbfinale ausgeschieden

- Leonid Sagaiduk
100 m Rücken: im Vorlauf ausgeschieden

- Wladimir Lopatin
100 m Rücken: im Vorlauf ausgeschieden

- Wladimir Borissenko
200 m Brust: im Halbfinale ausgeschieden

- Pjotr Skriptschenkow
200 m Brust: im Vorlauf ausgeschieden

- Juri Kurtschaschow
200 m Brust: im Vorlauf ausgeschieden

Frauen
- Marija Hawrysch
200 m Brust: 6. Platz

- Wera Kostina
200 m Brust: im Vorlauf ausgeschieden

- Rosa Sensiwejewa
200 m Brust: im Vorlauf ausgeschieden

### Segeln
- Pjotr Gorelikow
Finn-Dinghy: 12. Platz

- Alexander Tschumakow
Star: 17. Platz

- Konstantin Melgunow
Star: 17. Platz

- Iwan Matwejew
Drachen: 15. Platz

- Andrei Masowka
Drachen: 15. Platz

- Juri Golubew
Drachen: 15. Platz

- Konstantin Alexandrow
5,5-Meter-Klasse: 16. Platz

- Pawel Pankraschkin
5,5-Meter-Klasse: 16. Platz

- Lew Alexejew
5,5-Meter-Klasse: 16. Platz

- Boris Lobaschkow
6-Meter-Klasse: 11. Platz

- Fjodor Schutkow
6-Meter-Klasse: 11. Platz

- Kirill Koschewnikow
6-Meter-Klasse: 11. Platz

- Nikolai Matwejew
6-Meter-Klasse: 11. Platz

- Nikolai Jermakow
6-Meter-Klasse: 11. Platz

### Turnen
Männer
- Wiktor Tschukarin
Einzelmehrkampf: Gold 
Boden: 29. Platz
Pferdsprung: Gold 
Barren: Silber 
Reck: 5. Platz
Ringe: Silber 
Seitpferd: Gold 
Mannschaftsmehrkampf: Gold

- Hrant Schahinjan
Einzelmehrkampf: Silber 
Boden: 8. Platz
Pferdsprung: 35. Platz
Barren: 4. Platz
Reck: 14. Platz
Ringe: Gold 
Seitpferd: Silber 
Mannschaftsmehrkampf: Gold

- Walentin Muratow
Einzelmehrkampf: 4. Platz
Boden: 11. Platz
Pferdsprung: 19. Platz
Barren: 8. Platz
Reck: 9. Platz
Ringe: 5. Platz
Seitpferd: 32. Platz
Mannschaftsmehrkampf: Gold

- Jewgeni Korolkow
Einzelmehrkampf: 6. Platz
Boden: 35. Platz
Pferdsprung: 44. Platz
Barren: 5. Platz
Reck: 23. Platz
Ringe: 7. Platz
Seitpferd: Silber 
Mannschaftsmehrkampf: Gold

- Wladimir Beljakow
Einzelmehrkampf: 6. Platz
Boden: 14. Platz
Pferdsprung: 35. Platz
Barren: 8. Platz
Reck: 23. Platz
Ringe: 14. Platz
Seitpferd: 7. Platz
Mannschaftsmehrkampf: Gold

- Iossif Berdijew
Einzelmehrkampf: 10. Platz
Boden: 19. Platz
Pferdsprung: 7. Platz
Barren: 11. Platz
Reck: 38. Platz
Ringe: 11. Platz
Seitpferd: 15. Platz
Mannschaftsmehrkampf: Gold

- Michail Perlman
Einzelmehrkampf: 11. Platz
Boden: 41. Platz
Pferdsprung: 65. Platz
Barren: 15. Platz
Reck: 29. Platz
Ringe: 13. Platz
Seitpferd: 4. Platz
Mannschaftsmehrkampf: Gold

- Dmytro Leonkin
Einzelmehrkampf: 78. Platz
Boden: 27. Platz
Pferdsprung: 19. Platz
Barren: 127. Platz
Reck: 43. Platz
Ringe: Bronze 
Seitpferd: 164. Platz
Mannschaftsmehrkampf: Gold

Frauen
- Marija Gorochowskaja
Einzelmehrkampf: Gold 
Boden: Silber 
Pferdsprung: Silber 
Stufenbarren: Silber 
Schwebebalken: Silber 
Mannschaftsmehrkampf: Gold 
Gruppengymnastik: Silber

- Nina Botscharowa
Einzelmehrkampf: Silber 
Boden: 10. Platz
Pferdsprung: 6. Platz
Stufenbarren: 4. Platz
Schwebebalken: Gold 
Mannschaftsmehrkampf: Gold 
Gruppengymnastik: Silber

- Galina Minaitschewa
Einzelmehrkampf: 4. Platz
Boden: 6. Platz
Pferdsprung: Bronze 
Stufenbarren: 8. Platz
Schwebebalken: 10. Platz
Mannschaftsmehrkampf: Gold 
Gruppengymnastik: Silber

- Galina Urbanowitsch
Einzelmehrkampf: 5. Platz
Boden: 4. Platz
Pferdsprung: 5. Platz
Stufenbarren: 12. Platz
Schwebebalken: 5. Platz
Mannschaftsmehrkampf: Gold 
Gruppengymnastik: Silber

- Pelageja Danilowa
Einzelmehrkampf: 7. Platz
Boden: 11. Platz
Pferdsprung: 12. Platz
Stufenbarren: 4. Platz
Schwebebalken: 9. Platz
Mannschaftsmehrkampf: Gold 
Gruppengymnastik: Silber

- Galina Schamrai
Einzelmehrkampf: 8. Platz
Boden: 8. Platz
Pferdsprung: 23. Platz
Stufenbarren: 7. Platz
Schwebebalken: 8. Platz
Mannschaftsmehrkampf: Gold 
Gruppengymnastik: Silber

- Medea Dschugeli
Einzelmehrkampf: 9. Platz
Boden: 12. Platz
Pferdsprung: 4. Platz
Stufenbarren: 9. Platz
Schwebebalken: 15. Platz
Mannschaftsmehrkampf: Gold 
Gruppengymnastik: Silber

- Jekaterina Kalintschuk
Einzelmehrkampf: 13. Platz
Boden: 47. Platz
Pferdsprung: Gold 
Stufenbarren: 10. Platz
Schwebebalken: 18. Platz
Mannschaftsmehrkampf: Gold 
Gruppengymnastik: Silber

### Wasserball
- 7. Platz
Boris Goichman
Pjotr Mschwenijeradse
Walentin Prokopow
Juri Schljapin
Lew Kokorin
Juri Teplow
Alexander Liferenko
Witali Uschakow
Anatoli Jegorow
Jewgeni Semjonow

### Wasserspringen
Männer
- Roman Brener
3 m Kunstspringen: 5. Platz
10 m Turmspringen: 8. Platz

- Alexei Schigalow
3 m Kunstspringen: 8. Platz

- Gennadi Udalow
3 m Kunstspringen: 13. Platz

- Alexander Bakatin
10 m Turmspringen: 7. Platz

- Michail Tschatschba
10 m Turmspringen: 17. Platz

Frauen
- Ninel Krutowa
3 m Kunstspringen: 4. Platz
10 m Turmspringen: 14. Platz

- Ljubow Schigalowa
3 m Kunstspringen: 6. Platz

- Walentina Tschumitschewa
3 m Kunstspringen: 10. Platz

- Tatjana Wereina-Karakaschjanz
10 m Turmspringen: 6. Platz

- Jewgenija Bogdanowskaja
10 m Turmspringen: 8. Platz